# Смирнов, Иван Иванович (полный кавалер ордена Славы)
Ива́н Ива́нович Смирно́в (26 сентября 1923 Вельский район, Смоленская область — 22 февраля 1987 Семикаракорский район, Ростовская область) — старшина Красной армии, участник Великой Отечественной войны, полный кавалер ордена Славы.

## Биография
Родился в 1923 году в селе Орехово Бельского уезда Смоленской губернии (ныне Бельского района Тверской области) в крестьянской семье. После окончания 7 классов средней школы и курсов плавильщиков цветных металлов, работал плавильщиком цветных металлов в Кировске.
В Красной Армии с 1940 года. В боях Великой Отечественной войны начал участвовать с июля 1941 года. За время войны, получил 2 тяжёлых и 2 лёгких ранения.
В конце июня 1944 года во время боёв вблизи села Дербин (Гомельская область, Беларусь), расчёт батареи которым командовал старший сержант Смирнов, повредил два самоходных орудия и уничтожил 1 вражеский ДЗОТ и 3 пулемётные точки. В июле того же года во время боёв за село Ятвезь (Брестская область Беларусь) повредил вражеский «Тигр» и уничтожил несколько немецких солдат. 30 июля 1944 года был награждён орденом Славы 3-й степени.
В ноябре 1944 года в одном из боёв расчётом старшего сержанта Смирнова было уничтожено около 2 взводов немецких солдат и 5 пулемётных точек. За этот бой старший сержант Смирнов был награждён орденом Отечественной войны 2-й степени. В начале февраля 1945 года во время боёв в Восточной Пруссии расчёт старшего сержанта Смирнова уничтожил около 20 немецких солдат и 4 пулемётные точки. 11 апреля 1945 года был награждён орденом Славы 2-й степени.
В апреле 1945 года во время боёв вблизи Берлина расчёт старшего сержанта Смирнова повредил самоходное орудие противника и уничтожил большое количество солдат противника и 4 вражеские пулемётные точки. 20 июня 1945 года был повторно награждён орденом Славы 2-й степени (перенаграждён в 1956 году). Демобилизовался в октябре 1946 года.
После демобилизации жил на хуторе Вислый в Семикаракорском районе Ростовской области. Работал в Висловском винсовхозе. Умер в 1987 году.

## Награды
- Орден Трудового Красного Знамени;
- Орден Отечественной войны 1 степени (11 марта 1985)>;
- Орден Отечественной войны 2 степени (2 декабря 1944);
- Орден Славы 1 степени (31 мая 1956 — № 2365);
- 2 ордена Славы 2 степени (11 апреля 1945 — № 14762 и 20 июня 1945 — перенаграждён в 1956 году);
- Орден Славы 3 степени (3 июля 1944 — № 167289);
- ряд медалей.